# Zespół dworsko-parkowy "Zabrzeźnia"
Zespół dworsko-parkowy "Zabrzeźnia" – znajduje się w Głownie i należał do dóbr "Zabrzeźnia". Składa się z dworku oraz pozostałości zabytkowego parku.

## Historia
Pod koniec XIX wieku właścicielem dóbr "Zabrzeźnia" był Wincenty Matuszewski herbu Topór, który w 1840 roku wybudował modrzewiowy dworek.
Na początku XX wieku dobra "Zabrzeźnia" były własnością Stanisława Michalskiego herbu Łodzia. W 1926 roku majątek, jako spadek po nim, przeszedł na własność hrabiny Aleksandry Komorowskiej. Hrabina Komorowska podarowała część gruntów należących do dworu, miastu, z przeznaczeniem pod budowę Szkoły Podstawowej nr 1, pod cmentarz i pod remizę Ochotniczej Straży Pożarnej. Po zakończeniu II wojny światowej hrabina Komorowska została zmuszona do opuszczenia dworu. W dworku zorganizowano przedszkole i bibliotekę. Obecnie, po przebudowie i odnowieniu dworku, mieści się w nim Rada Miasta oraz Urząd Stanu Cywilnego. Do dzisiaj wśród mieszkańców Głowna dworek jest nazywany dworem hrabiny Komorowskiej.

## Źródła
- Dwór Hrabiny Komorowskiej na stronie internetowej Urzędu Miasta w Głownie. glowno.pl. [zarchiwizowane z tego adresu (2014-06-07)].
- Zespół dworsko-parkowy "Zabrzeźnia" w Głownie na stronie internetowej zwiedzajlodzkie.pl